# George Puce
George Puce, född 29 december 1940, är en friidrottare från Kanada. Han deltog vid olympiska sommarspelen 1968.